# Potkrajci (gmina Bijelo Polje)
Potkrajci (cyr. Поткрајци) – miasto w Czarnogórze, w gminie Bijelo Polje. W 2011 roku liczyło 1072 mieszkańców.